# Мова віяла
Мова віяла - таємна мова кавалерів і дам, яку використовували у Франції другої половини XVII-XVIII століть.
Мова віяла мала багато варіацій залежно від громадського кола і навіть міста. Людиною того часу вона «читалася» в процесі розмови, щодо зміни положення віяла, руху руки, за кількістю окремих «листиків», що відкривалися та миттєво закривалися. Хоча опахало знаходилося в руках жінки, знати всі тонкощі потаємної мови мав саме чоловік, якому адресувалися послання.
Мова віяла була загальноприйнятою частиною любовної гри між коханими людьми. Їй приділялася велика увага на уроках танців й етикету. У 1757 році в Парижі вийшла книга «Підручник чотирьох кольорів» ( фр. Le Livre de Quatre Couleurs ) , що докладно описує жіночі туалети і манери. Окремий розділ у книзі займав опис мови віяла. Віяло перетворилося на невід'ємний атрибут життя вищого світу. За допомогою опахала жінки висловлювали або, навпаки, приховували свої почуття. У Франції казали: «Віяло в руках красуні — скіпетр на володіння світом». А в Лондоні навіть було відкрито «Академію з навчання манер користування віялом».
У Національному музеї історії України, серед експонатів виставки “Жінки Прекрасної епохи” представлено віяло, яке, як вважає Євген Чикаленко, належало знаній українській письменниці Лесі Українці (Ларисі Косач-Квітці). Експонат був подарований Національному музею історії України Євгеном Івановичем Чикаленком (онуком Євгена Харлампійовича Чикаленка) у 1998 р. ㅤ

Варто відзначити, що існує й протилежний погляд на мову віяла, згідно з якою, така мова не існувала до кінця XIX століття, і тільки тоді була придумана й опублікована Жюлем Дювейруа (сином засновника компанії Duvelleroy )  . На підтримку цієї думки наводиться дослідження, опубліковане в журналі FANA Journal навесні 2004-го у статті Fact & Fiction про англійську мову, а також повну невідомість мови віяла авторам того часу.
1. ↑  Язык веера. Правда и вымысел. | Искусство Веера. Архів оригіналу за 15 березня 2014. Процитовано 14 березня 2014.